# Stargarder SC 1910
Stargarder SC was een Duitse voetbalclub uit de Pommerse stad Stargard im Pommern, dat tegenwoordig het Poolse Stargard is.

## Geschiedenis
De club werd in 1910 opgericht. De club sloot zich aan bij de Baltische voetbalbond en speelde in de competitie van Stargard. Nadat stadsrivaal FC Viktoria al enkele keren kampioen geworden was werd SC dit in 1924 en plaatste zich zo voor de Pommerse eindronde. De club walste met 12:1 over SC Pasewalk en versloeg ook SC Regenswalde 1920. In de finale moest de club het nipt afleggen tegen Stettiner SC 08 met 1:0. Ook het volgende seizoen plaatste de club zich en versloeg Blücher Gollnow en VfB Torgelow en speelde zo voor de tweede keer op rij de Pommerse finale, maar verloor met 6:0 van Stettiner FC Titania. Na een jaar onderbreking was de club er opnieuw bij in 1926/27 en verloor met zware 8:0 cijfers van Stettiner SC.
Vanaf 1927/28 werd de competitie van Stargard bij die van Stettin gevoegd. Stargarder SC en rivaal Viktoria kwamen nu tegenover de grote clubs uit Stettin en waren hier niet tegen opgewassen. Stargarder SC eindigde één puntje boven de degradatiezone, waarin Viktoria verzeild was. Ook het volgende seizoen eindigde de club voorlaatste. In 1929/30 werd de competitie opgesplitst in twee groepen van vijf, maar nu werd de club laatste en degradeerde. De club slaagde er niet meer in te promoveren.
Na het einde van de Tweede Wereldoorlog werden alle Duitse voetbalclubs ontbonden, Stargard werd nu een Poolse stad en de club hield op te bestaan.

## Erelijst
Kampioen Stargard
1924, 1925, 1927